# Mama (canción de Exo)
«Mama» es un sencillo del grupo masculino chino-surcoreano EXO. Debutaron con esa misma canción y tiene el nombre de su primer EP MAMA (2012). Está disponible en Coreano y Mandarín, la canción fue digitalmente publicada por S.M. Entertainment el 8 de abril de 2012.

## Lanzamiento y promoción
«Mama» fue escrita y producida por Yoo Young-jin. La versión en coreano es interpretada por EXO-K la versión en mandarín por EXO-M. Los vídeos musicales fueron lanzados en YouTube el 8 de abril de 2012, en el mismo día que la canción salió disponible para su descarga en iTunes y otros minoristas en línea de China, Corea y el continente.
EXO-K y EXO-M cantaron las dos versiones en un escaparate el 31 de marzo de 2012 en Seúl, Corea del Sur y el segundo escaparate en Pekín, China el 1 de abril.
El 8 de abril, EXO-M  fue la estrella de televisión en 12th Yinyue Fengyun Bang Awards, cantando «Mama». En el mismo día EXO-K apareció en el programa musical Inkigayo cantando su sencillo prólogo «History» y su canción debut «Mama». El grupo también cantó en M! Countdown el 12 de abril, Music Bank 13 de abril, y Show! Music Core el 13 de abril.

## Vídeo musical
Dos vídeos musicales para «Mama» fueron lanzados en YouTube el 8 de abril de 2012. Cada vídeo musical, fue grabado en dos versiones diferentes, presentando a todos los miembros de EXO.
Los dos vídeos comienzan con la misma animación y una voz masculina en Inglés que ilustra el nacimiento de los doce poderes legendarios que se rompen en dos fuerzas separadas con el fin de «mantener vivo el corazón del árbol de la vida», que está siendo ganado por una fuerza del mal. Las dos leyendas dividen el árbol de la vida en el medio, y las cargas de cada pieza de su propia tierra. La voz en off a continuación declara que las dos leyendas se «reúnen en una raíz perfecta» en el día en que limpien la fuerza del mal. Después de la introducción, los doce miembros de EXO aparece caminando el centro de una habitación oscura circular. La canción comienza con un canto gregoriano, y los miembros miran hacia una luz brillante en el cielo al unísono. A través de los vídeos y fotos acerca de los miembros que llevan a cabo sus propios poderes celestiales con secuencias de baile coreografiados por Lyle Beniga. Los vídeos terminan con cada grupo terminando su baile, y se mostrando el logotipo de EXO. La canción utiliza un riff de la canción «Cachemira» de Led Zeppelin en la parte inferior y el final de la canción «November Rain» de Guns N'Roses.

## Posicionamiento
| Gráfico (2012)               | Mejores posiciones |
| ---------------------------- | ------------------ |
| Gaon Singles chart           | 46                 |
| Gaon Monthly Singles chart   | 72                 |
| Gaon Local Singles chart     | 46                 |
| Gaon Streaming Singles chart | 60                 |
| Gaon Download Singles chart  | 41                 |
| Billboard K-Pop Hot 100      | 89                 |